# Äppelbo gånglåt
Äppelbo gånglåt är en svensk gånglåt efter Ärtbergs-Kalle (Karl Johan Karlström, 1826–1917), Ärtberget i Äppelbo finnmark. Låten är en av Sveriges mest kända folkmusiklåtar. En minnestavla över Ärtbergs-Kalle och Lejsme Per Larsson finns rest vid Tyngsjö kapell.